# Зварювальні матеріали
Зва́рювальні матеріа́ли (англ. welding materials) — матеріали, які використовують при зварюванні крім матеріалу заготовок. До зварювальних матеріалів належать плавкі та неплавкі електроди; зварювальні флюси, пасти та гази; присадні матеріали, припої тощо.

## Зварювальні електроди

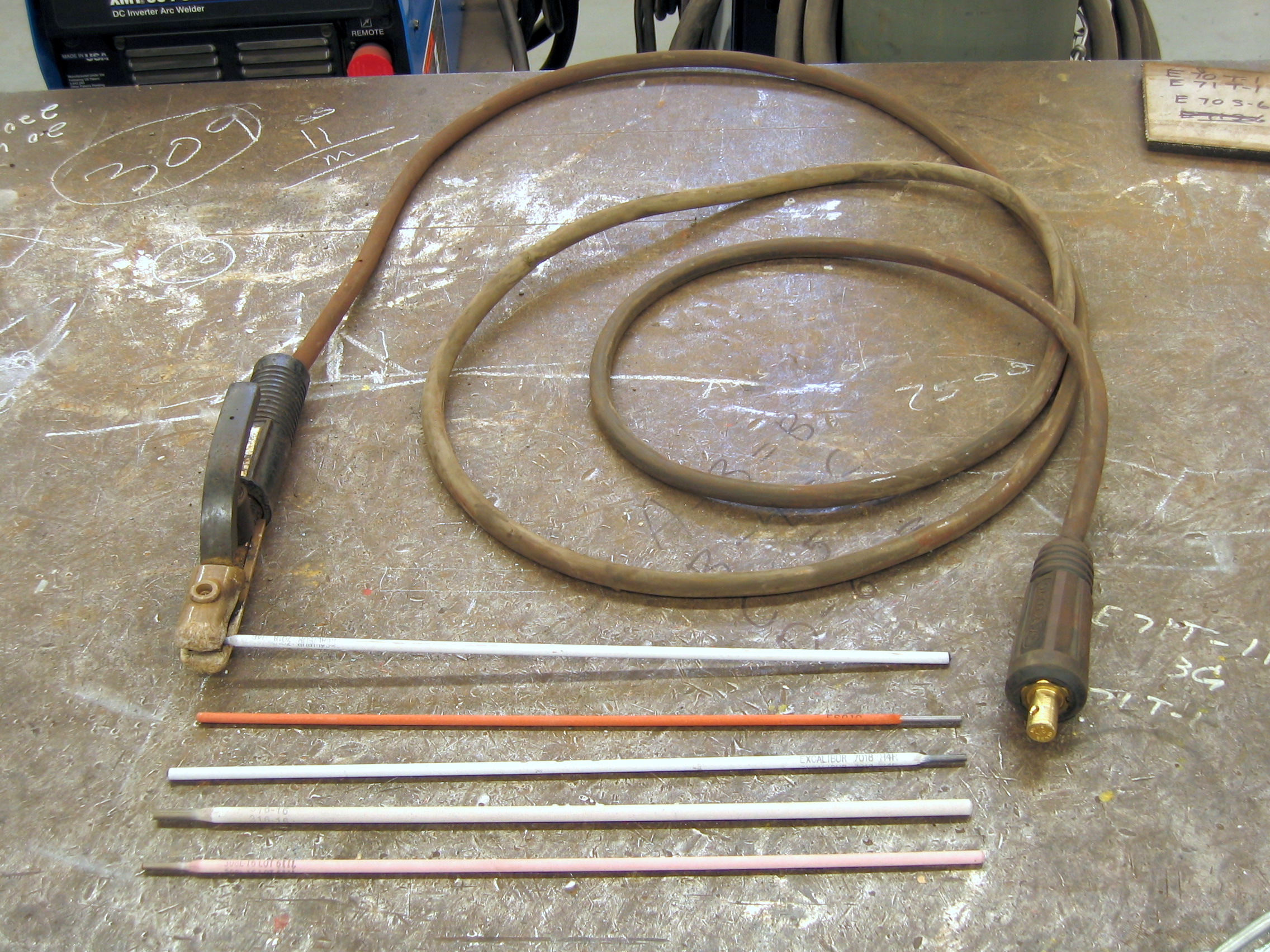
Зварювальні електроди з покриттями різних типів і тримач електродів (вгорі). Марки електродів (згори донизу): E7018 (Э50А) — у тримачі, E6010 (Э42), E7018, E316-16, E308L-16

Плавкий електрод — електрод, який подається і поступово плавиться під дією власної електричної дуги і є присадним матеріалом. До плавких електродів належать: покриті електроди, звичайний (суцільного перерізу) та порошковий зварювальний дріт або стрічка без покриття.
Покриті електроди — металеві стрижні діаметром 1,6…12 мм і довжиною від 150 до 450 мм із захисним і легувальним покриттям завтовшки 0,5…3 мм. Стрижні виготовляють переважно із матеріалів, які підлягають зварюванню (сталі, міді, алюмінію, титану тощо) і бажано щоб хімічний склад електродного дроту був близький до хімічного складу зварювального матеріалу. Так мідь і її сплави зварюють дротом з міді та сплавів на мідній основі марок М1, М2 та М3. Алюміній та його сплави зварюють дротом із алюмінію та його сплавів марок АМг3 (5754), АМг5П (1557), АМг6М тощо. Стелевий зварювальний дріт виготовляється таких видів:
- низьковуглецевий дріт із вмістом вуглецю менше від 0,12 %, який використовується для зварювання низько- та средньовуглецевих і деяких низьколегованих сталей;
- легований дріт, що використовується для зварювання низьколегованих, конструкційних та теплостійких сталей;
- високолеговані дроти для зварювання хромистих, хромонікелевих, неіржавних та високолегованих сталей.

Покриття виготовляють із газоутворювальних (деревне борошно, мармур, магнезит, електродна целюлоза), шлакоутворювальних (польовий шпат, мармур, марганцева руда, кремнезем, рутил ТіО2), а також легувальних (хром, молібден, ванадій, титан та ін.) і розкиснювальних (феросплавів) речовин. За видом покриття розрізняють електроди з:
- рутиловим покриттям, є найпоширенішими, завдяки низькій токсичності, забезпечують стабільне горіння дуги та міцні шви;
- целюлозним покриттям, які мають обмежену кількість шлаку, тому втрати металу від розбризкування істотні, що зумовлює обмежене їх застосування;
- основним покриттям, які застосовують для зварювання вуглецевих та низьколегованих сталей з підвищеним вмістом вуглецю. Вони забезпечують стійке горіння дуги, та низький вміст кисню та водню в металі шва;
- кислим покриттям, які можна використовувати для зварювання металу із іржавими краями змінним і постійним струмом та отримувати якісні шви.

Електроди з покриттям застосовують для ручного дугового зварювання, непокриті зварювальні електроди у вигляді дроту, стрічки або пластини — для дугового зварювання під флюсом, електрошлакового зварювання, електрозварювання в захисних газах і газового зварювання.
Порошковий зварювальний дріт являє собою металеву оболонку, заповнену порошкоподібними газо- і шлакоутворювальними речовинами феросплавами або металами. Його застосовують для напівавтоматичного дугового та автоматичного зварювання.
Неплавкі електроди — електроди з тугоплавкого електропровідного матеріалу, який не плавиться під час зварювання. Неплавкі електроди для аргоно-дугового зварювання та плазмового зварювання виготовляють з вольфраму (з домішками оксидів ітрію, лантану, торію), для електронно-променевого зварювання використовують лантанборидні катоди, плазмове зварювання та різання виконують з використанням вольфрамових електродів та плазмоутворюючого газу (азот, кисень, аргон, повітря).

## Інші матеріали

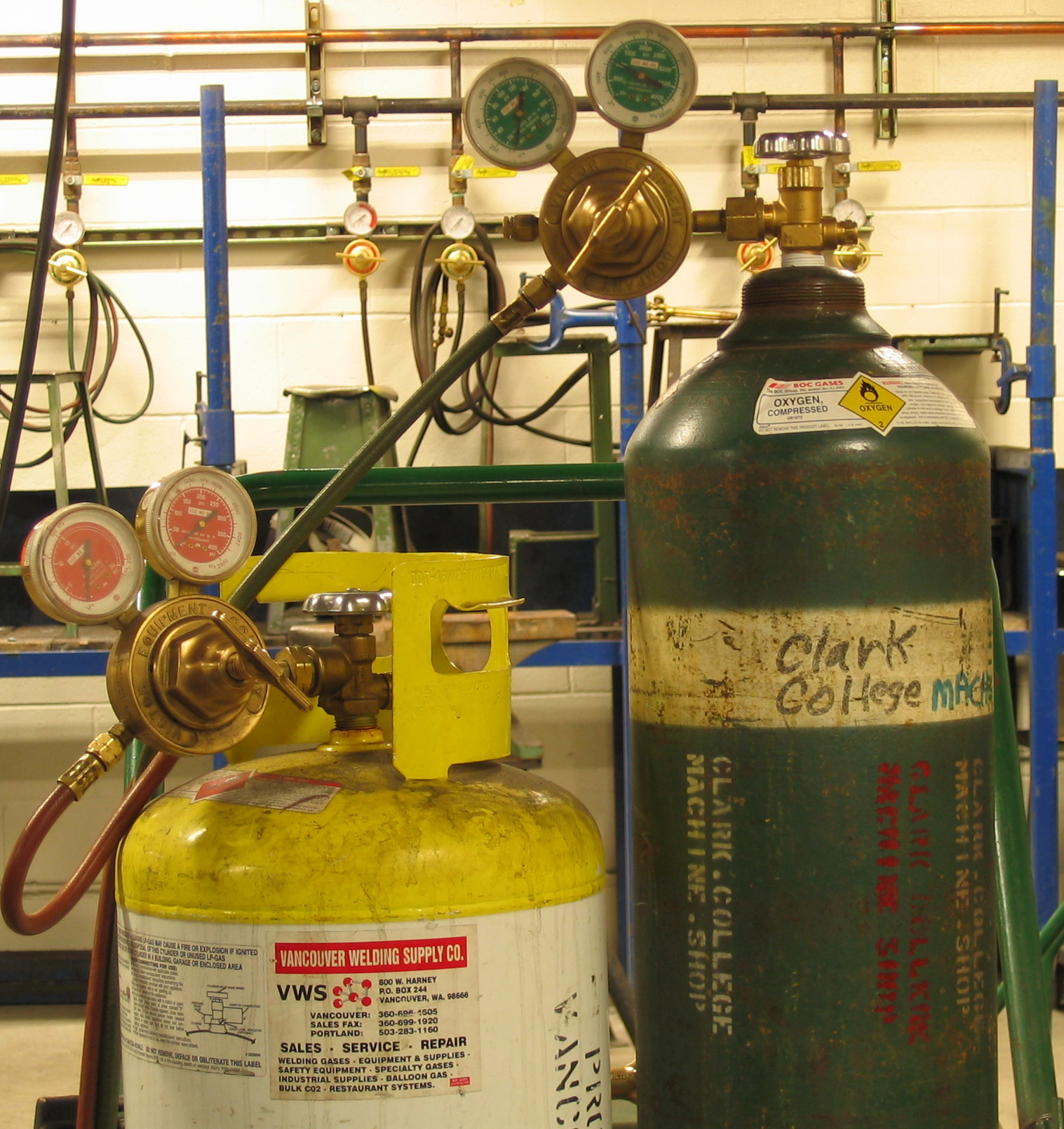
Комплект балонів для зварювання з MAPP газом та киснем

Зварювальні флюси — матеріали, які використовують під час зварювання для хімічного очищення з'єднуваних поверхонь, захисту розплавленого металу від навколишнього середовища та поліпшення якості шва. Флюси для дугового та електрошлакового зварювання і для наплавлення виготовляють переважно з оксидів, карбонатів і фторидів металів сплавленням його складових частин та подальшою грануляцією після кристалізації або безпосередньо із розплаву (плавкі флюси), а також з суміші подрібнених руд, мінералів та феросплавів і рідкого скла, що одержують у результаті змішування порошкових матеріалів із в'яжучою речовиною, грануляції і подальшого термічного оброблення (керамічні флюси).
Легкоплавкі зварювальні електроди (англ. Aluminum welding rods) являють собою ZnAl сплав із температурою плавлення близько 400 °C та незважаючи на комерційну назву призначені швидше для паяння. Для з'єднання невеликих за площею та масою деталей достатньо використовувати побутовий пропановий пальник.
Пасти для зварювання та паяння (зокрема й газового) містять борну кислоту, солі фтору, хлору. Захисні гази, що використовуються для зварювання: інертні — аргон, гелій, їх суміші, активні — вуглекислий газ, його суміш з киснем і аргоном.
Як гази для газового зварювання, паяння, наплавлення та різання застосовують кисень та паливні гази, зокрема ацетилен, який отримують при взаємодії карбіду кальцію з водою або МАПП газ (від англійського MAPP — methylacetylene-propadiene propane) — суміш із декількох рідких горючих газів, в основному з пропіну (метилацетилен), пропадієну (Allen) і пропану.

## Внесок українських науковців
Від зварювальних матеріалів залежить якість зварних з'єднань, тому над їхнім удосконаленням фахівці працюють відтоді, як виникло зварювання. Від початку XX ст. інженери багатьох країн постійно удосконалюють плавкі електроди для дугового зварювання. У 1930-х роках в Інституті електрозварювання АН УРСР (Київ) створено електроди для зварювання неіржавних сталей (В. Дятлов) і розгорнуто розроблення та удосконалення складів флюсів для дугового зварювання; у 1950-х роках вперше в світі розпочато випуск флюсів для електрошлакового зварювання (Б. Патон, Г. Волошкевич, В. Підгаєцький). Київські зварювальники вперше в світі розробили активуючі флюси (А. Макара, К. Ющенко), різні типи порошкового зварювального дроту (І. Походня).